# Ткачук Олексій Васильович
Олексій Васильович Ткачук (нар. 1 вересня 1964, село Демихово, Орєхово-Зуєвський район, Московська область, СРСР) — радянський і російський хокеїст, нападник.
Вихованець команди «Текстильник» з міста Павловський Посад. Потім займався в хокейній школі московського «Динамо». Виступав у харківському «Динамо», московському «Спартаку», італійському «Курмайорі», празькій «Спарті», «Таппарі» з фінського міста Тампере й новокузнецькому «Металургу».
Кольори харківської команди захищав протягом чотирьох сезонів — 204 матчі, 100 закинутих шайб, 33 результативні передачі. В чемпіонаті 1987/88 «Динамо» здобуло путівку до вищої ліги, а Ткачук став найрезультативнішим гравцем клубу.
У складі московського «Спартака»: срібний призер останнього чемпіонату СРСР; бронзовий — першості Міжнаціональної хокейної ліги в сезоні 1992/93, дворазовий володар Кубка Шпенглера (1989, 1990). З новокузнецьким «Металургом» виграв бронзу чемпіонату Росії 1999/00. Найрезультативніший гравець МХЛ 1992/93 — 49 набраних очок (28 закинутих шайб плюс 21 результативна передача).
У вищій лізі чемпіонату СРСР, турнірах Міжнаціональної хокейної ліги і російській Суперлізі провів 461 матчів, 195 закинутих шайб. У складі збірної Росії виступав на чемпіонаті світу 1992 року (6 ігор, 1 гол).
Наприкінці сезону 2006/07 виконував обов'язки головного тренера московського клубу «Крила Рад».